# Gagnants/Perdants-Le Temps des cerises
Gagnants/Perdants-Le Temps des cerises — останній реліз гурту «Noir Désir», який був викладений (разом з обкладинкою) 12 листопада 2008 року, для безкоштовного завантаження на офіційному сайті колективу.

## Інформація
Gagnants/Perdants (фр. Переможці / програють), фактично це остання пісня написана гуртом.
Perdants-Le Temps des cerises (фр. час вишней) — це кавер пісні 1866 року, присвяченої паризькій комуні. Автор музики — Антуан Ренард (Antoine Renard) — слова Жан-Батист Клеман (Jean-Baptiste Clément).

## Композиції
1. Gagnants / Perdants
2. Le temps des cerises